# Митрофанов Олексій Христофорович
Олексі́й Христофо́рович Митрофа́нов (24 березня 1879, село Лапіно Калузької губернії, тепер присілок Мединського району Калузької області, Російська Федерація — 2 вересня 1941, будинок відпочинку селища Тургояк біля міста Міас Челябінської області, тепер Російська Федерація) — радянський діяч, редактор, голова Самарського губернського комітету РКП(б). Член Центральної контрольної комісії ВКП(б) у 1924—1930 роках. Член ВЦВК і ЦВК СРСР.

## Життєпис
Народився в селянській родині. Батько був відставним солдатом, працював у поміщицьких маєтках наймитом, лісником, сторожем. Через бідність Олексій Митрофанов не навчався у школі, але самостійно навчився читати та писати від старшого брата, який відвідував початкову школу. 1894 року разом із братами поїхав до Москви на заробітки, працював вантажником на текстильній фабриці Пухова. Був членом робітничого гуртка, яким керував народник Малиновський. У 1899 році кілька тижнів відвідував вечірню школу при фабриці «Циндель». Потім працював столяром у Москві.
У 1901 році переїхав до міста Пермі, де працював у книжковому складі комірником та продавцем книг. Тоді ж почав брати активну участь у революційній діяльності. У 1902 році вступив до Пермського «Союзу соціалістів-революціонерів та соціал-демократів». Член РСДРП з березня 1903 року, через кілька місяців кооптований до Пермської організації РСДРП.
У січні 1904 року заарештований за звинуваченням в організації нелегальної друкарні. Випущений під заставу в грудні 1904 року. На початку січня 1905 року знову заарештований, але звільнений через кілька днів. Працював у столярній майстерні в Пермі, але невдовзі перейшов до нелегальної революційної роботи. 10 липня 1905 року заарештований на похороні Борчанінова, вийшов на волю 18 жовтня 1905 року.
Як дружинник брав участь у боротьбі з чорносотенцями, виступав на мітингах. На початку грудня 1905 року організовував соціал-демократичні групи та профспілки на Лисьвенському, Чусовському та Пашийському заводах. Входив до трійки керівників грудневого повстання 1905 року робітників Мотовилихи. Після придушення повстання втік до Єкатеринбурга.
17 лютого 1906 року заарештований під час гурткових занять, але втік із поліцейської дільниці. За завданням партійного комітету їздив на Надеждинський та Богословський заводи. У лютому 1906 року був делегатом Уральської обласної конференції РСДРП. На початку квітня 1906 року відновлював більшовицьку організацію в Тюмені. Після цього виїхав до Уфи, де був обраний до Уфимського комітету та делегатом на обласну Уральську конференцію РСДРП. На конференції обраний членом обласного Уральського комітету РСДРП. Після повернення з конференції займався політичним керівництвом Уфимської бойової дружини і водночас працював у редакції підпільної газети «Уфимський робітник».
У лютому 1907 року був направлений Уральським обласним комітетом до Киштимської організації РСДРП. Ця організація обрала його делегатом на V Лондонський з'їзд РСДРП. Повернувшись із Лондона, 21 червня 1907 року організував сходку на Киштимському заводі, де його заарештували. З липня 1907 року по березень 1908 року сидів у Миколаївській виправній в'язниці, у 1908 та 1909 роках — у Єкатеринбурзькій в'язниці.
У вересні 1909 року вийшов на волю і переїхав до Москви, брав участь у роботі більшовицької організації. 22 жовтня 1910 року знову заарештований, звільнений влітку 1911 року.
З 1912 по 1913 рік — у Московській Спілці деревообробників та в гуртку Спілки кондитерів. У 1914 році працював у підпільній більшовицькій організації та в більшовицькій легальній газеті «Наш путь». Після ліквідації газети навесні 1915 року заарештований, ув'язнений до Таганської в'язниці, де провів кілька місяців.
Був висланий під гласний нагляд поліції спочатку до Калуги, потім до Самари, де працював у столярній майстерні. Потім влаштувався робітником приватної друкарні та готував нелегальну газету «Волжская правда». Після Лютневої революції в березні 1917 року амністований, з березня 1917 по 1918 рік — редактор більшовицької газети «Приволжская правда» в Самарі.
З березня 1917 року — член президії Самарської Спілки будівельних робітників, товариш (заступник) голови президії Самарського центрального бюро профспілок.
27 березня 1917 року обраний головою бюро Самарського тимчасового міського комітету РСДРП(б).
З 10 (23) квітня по 6 (19) жовтня 1917 року — голова тимчасового Самарського губернського комітету РСДРП(б).
У вересні 1917 року — гласний Самарської міської думи та делегат Демократичної наради.
З січня 1918 року — голова Самарського міського комітету РКП(б). З лютого 1918 року — відповідальний редактор Самарського губернського видавництва.
3 квітня — 17 серпня 1918 року — голова Самарського губернського комітету РКП(б).
У червні 1918 року був комісаром загону особливого призначення, який супроводжував золотий запас із Самарського банку до Казані. Потім брав участь у придушенні виступу лівих есерів у Москві.
З червня 1918 року — член президії та завідувач селянської секції ВЦВК.
У 1918—1919 роках — член колегії Народного комісаріату землеробства РРФСР, редактор газети «Голос трудового крестьянства», журналу «Красный пахарь». 
У жовтні 1919 року мобілізований на Південний фронт та призначений членом Донського революційного комітету. Брав участь у боях за Ростов-на-Дону. Після захоплення міста, в січні 1920 року, був головою Ростовського міського революційного комітету, редагував газету «Радянський Дон» та завідував Донським обласним земельним відділом. На Донській обласній партійній конференції навесні 1920 року обраний до складу бюро Донського обласного комітету РКП(б), на обласному з'їзді Рад — членом президії виконавчого комітету Донської обласної ради. 
Восени 1920 року виїхав на Урал як член Військової ради 1-ї трудової армії та уповноважений Народного комісаріату землеробства РРФСР на Уралі.
У 1921—1922 роках — член Сибірського революційного комітету та уповноважений Народного комісаріату землеробства РРФСР у Сибіру.
У серпні 1922—1923 роках — член колегії Народного комісаріату землеробства РРФСР.
У 1923—1925 роках — завідувач сільськогосподарської інспекції Народного комісаріату робітничо-селянської інспекції СРСР.
Одночасно до 1924 року — член правління Всеросійської Спілки сільськогосподарської кооперації.
У 1925—1930 роках — керівник групи Центральної контрольної комісії ВКП(б) з вивчення проблем партійного будівництва.
У 1930—1939 роках — директор Московського зоотехнічного (ветеринарного) інституту.
У 1939—1941 роках — старший науковий співробітник, головний зберігач фондів Інституту Маркса—Енгельса—Леніна при ЦК ВКП(б) у Москві.
Після початку німецько-радянської війни в липні 19141 року евакуйований до Челябінської області. 
Помер 2 вересня 1941 року в будинок відпочинку селища Тургояк біля міста Міас Челябінської області.